# Audun-le-Tiche
Audun-le-Tiche é uma comuna francesa na região administrativa de Grande Leste, no departamento de Mosela. Estende-se por uma área de 15,43 km². Em 2010 a comuna tinha 7 038 habitantes (densidade: 456,1 hab./km²).